# Mimi Walters (Politikerin)

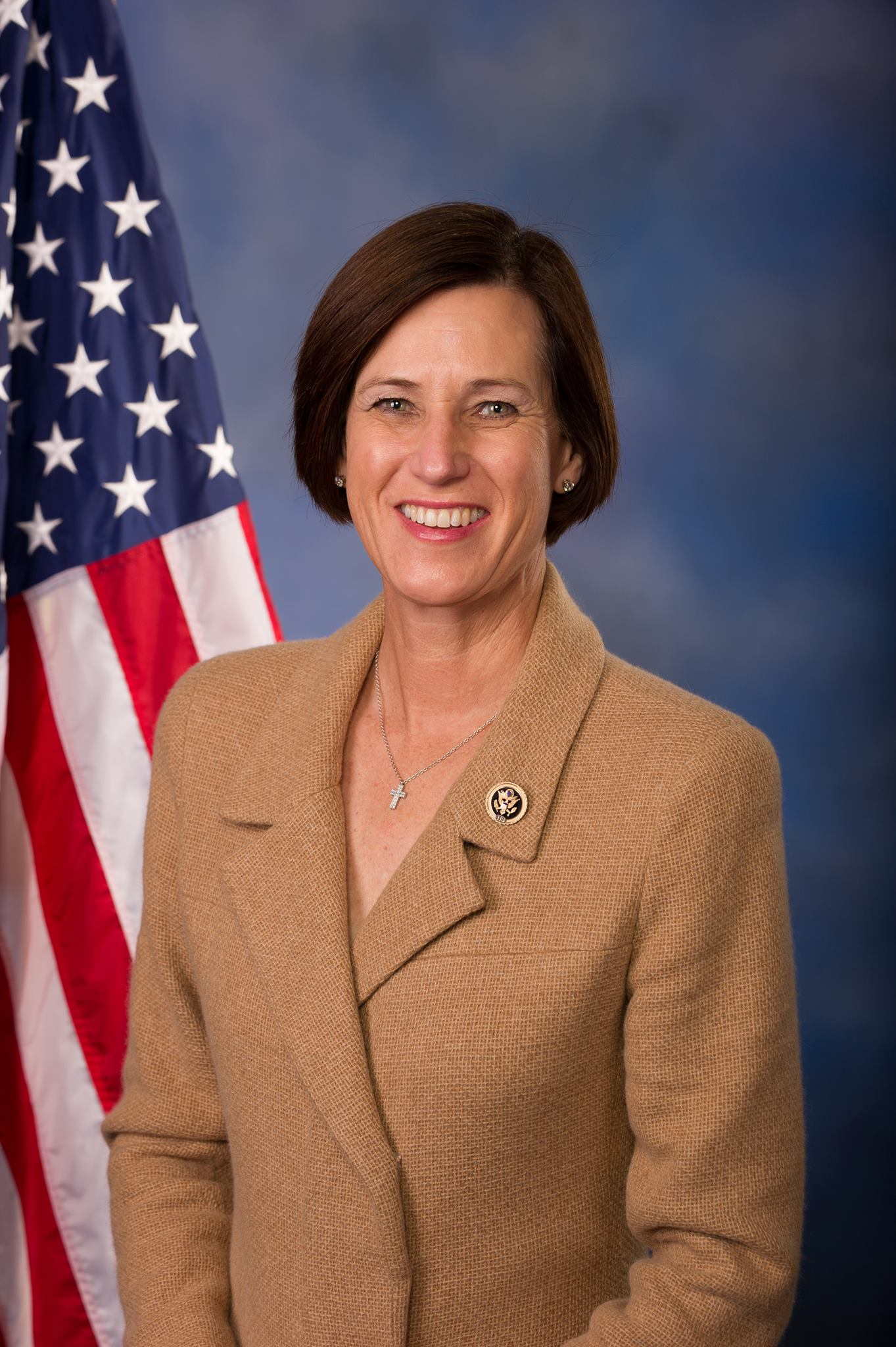
Mimi Walters (2015)

Marian E. Krogius „Mimi“ Walters (* 14. Mai 1962 in Pasadena, Kalifornien) ist eine US-amerikanische Politikerin. Von Januar 2015 bis Januar 2019 vertrat sie den Bundesstaat Kalifornien im US-Repräsentantenhaus.

## Werdegang
Mimi Walters studierte bis 1984 an der University of California in Los Angeles und arbeitete später als Börsenmaklerin. Politisch schloss sie sich der Republikanischen Partei an. Zwischen 1996 und 2000 saß sie im Gemeinderat von Laguna Niguel; von 2000 bis 2004 war sie Bürgermeisterin dieser Kommune. 2005 wurde sie als Abgeordneter in die California State Assembly gewählt, in der sie bis zum Jahr 2008 verblieb. Anschließend saß sie bis 2015 im Senat von Kalifornien. Im Jahr 2010 kandidierte sie erfolglos für das Amt des State Treasurer von Kalifornien.
Bei den Kongresswahlen des Jahres 2014 wurde Walters im 45. Wahlbezirk ihres Staates in das US-Repräsentantenhaus in Washington, D.C. gewählt, wo sie am 3. Januar 2015 die Nachfolge von John B. T. Campbell antrat, der nicht mehr kandidiert hatte. Sie gewann mit 65:35 Prozent der Stimmen gegen den Demokraten Drew E. Leavens. Da sie im Jahr 2016 in ihrem Amt bestätigt wurde, gehörte sie auch dem am 3. Januar 2017 zusammentretenden 115. Kongress der Vereinigten Staaten an. Die Wahlen 2018 verlor sie an Katie Porter (D)